# Ким Вајлд
Ким Смит (енгл. Kim Smith; 18. новембар 1960), познатија као Ким Вајлд (енгл. Kim Wilde), енглеска је певачица, ди-џеј и телевизијска водитељка.
Прославила се својим деби синглом Kids in America из 1981. године, а касније је имала још неколико хитова међу којима су Cambodia, You Came као и обрада песме You Keep Me Hangin' On групе The Supremes.
Написала је и две књиге о баштованству.

## Дискографија
- Kim Wilde (1981)
- Select (1982)
- Catch as Catch Can (1983)
- Teases & Dares (1984)
- Another Step (1986)
- Close (1988)
- Love Moves (1990)
- Love Is (1992)
- Now & Forever (1995)
- Never Say Never (2006)
- Come Out and Play (2010)
- Snapshots (2011)
- Wilde Winter Songbook (2013)
- Here Come the Aliens (2018)
- Closer (2025)